# Lucha de clases

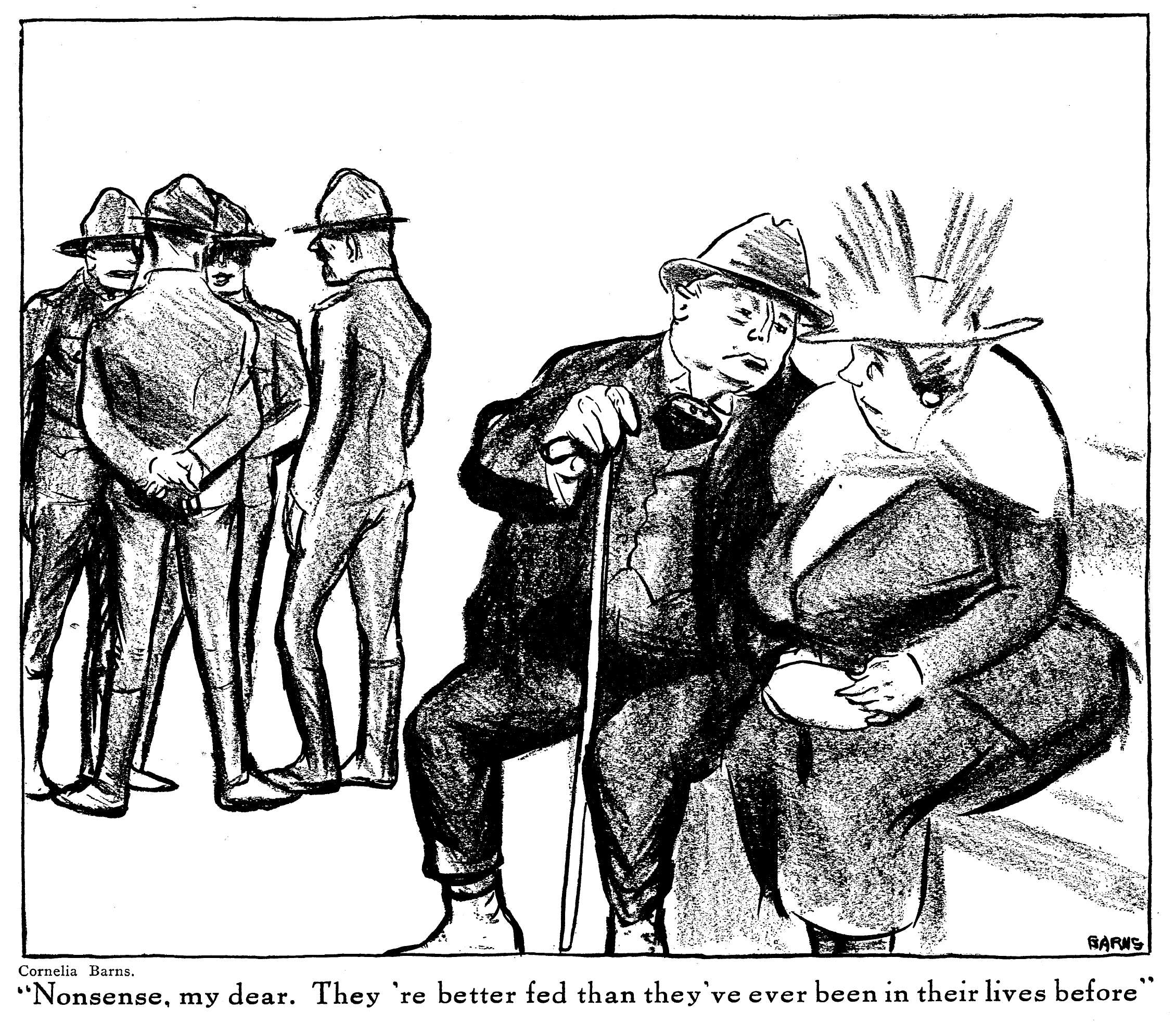
«Nonsense, my dear, they're better fed than they've ever been in their lives before» (Tonterías, querida, están mejor alimentados de lo que nunca lo han estado antes en su vida), caricatura de Cornelia Barns en la revista estadounidense The Masses, 1918.

La lucha de clases es una teoría que explica la existencia de un conflicto fundamental e intrínseco a las sociedades donde la división social del trabajo da como resultado la existencia de sectores sociales que ocupan distintas posiciones en un modo de producción determinado y que por lo tanto defienden intereses disímiles y contradictorios. Este conflicto o antagonismo surge para la teoría marxista de la contradicción existente entre el desarrollo de las fuerzas productivas y unas relaciones sociales de producción que detienen y deforman ese desarrollo. Esta contradicción en el sistema capitalista se expresa también en el antagonismo entre producción social y apropiación privada del plusvalor producido, dando lugar a la explotación del trabajador. En sociedades políticamente organizadas, el conflicto entre los intereses de diferentes sectores o clases sociales se expresa como conflicto político y actúa cómo «motor de la historia». Tal conflicto resultaría en un cambio o progreso político y social.
Aunque el concepto es fundamental en el marxismo o materialismo histórico, no es exclusivo de él y puede datarse tan temprano como en tiempos de Nicolás Maquiavelo. Según Karl Marx y Friedrich Engels, a través de la historia, las personas han tratado de organizarse en diferentes tipos de sociedades bajo la tensión causada por pobres y ricos, hombres libres y esclavos, los patricios y la plebe, señores feudales y siervos, maestros de corporaciones y oficiales, burguesía y proletariado. Este conflicto solo puede resolverse cuando se llegue a una sociedad sin clases, sin que ello suponga la desaparición del proceso y del progreso histórico y fundamental.

## Orígenes y desarrollo del concepto

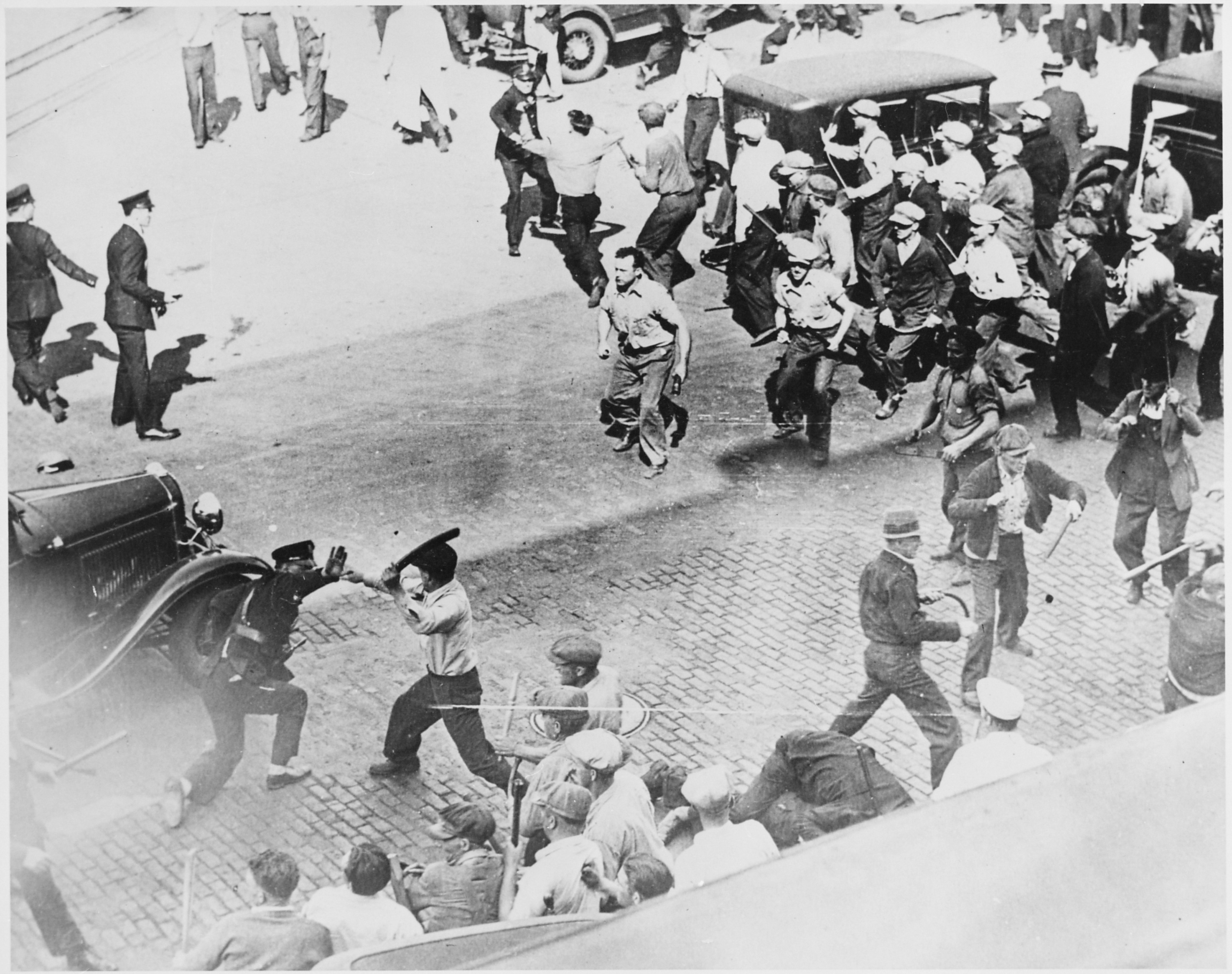
Batalla callejera durante una huelga, Mineápolis, 1934.

El primero en postular no solo la existencia de un conflicto central en toda sociedad políticamente organizada sino que tal conflicto tiene una explicación fue Nicolás Maquiavelo, para quien tal conflicto se origina en los "tipos de vida" -vivere- que se encuentran en un Estado organizado políticamente: el del pueblo y el de "los grandes" (los que gobiernan al pueblo) El capítulo IV del Libro I de los Discursos sobre la primera década de Tito Livio introduce un tema clave para la interpretación de la obra de Maquiavelo: la división social es propia del orden político;  Maquiavelo escribe: "Yo digo que quienes condenan los tumultos entre los nobles y la plebe atacan lo que fue la causa principal de la libertad de Roma, y que se fijan más en los ruidos y gritos que nacían de esos tumultos que en los buenos efectos que produjeron. En toda República hay dos espíritus contrapuestos, el de los grandes y el del pueblo, y todas las leyes que se hacen en pro de la libertad nacen de la desunión de ambos..."
Posteriormente, ese conflicto comenzó a verse como basado en clases sociales, entendidas como relaciones de propiedad. Así, por ejemplo, Jean-Jacques Rousseau -en 1754- argumenta: “El primer hombre al que, tras haber cercado un terreno, se le ocurrió decir ‘Esto es mío’ y encontró a gentes lo bastante simples como para hacerles caso, fue el verdadero fundador de la Sociedad Civil “. Se ha alegado que Rousseau analiza el tránsito del hipotético estado de naturaleza al estado social como una degeneración (no un progreso) producto de las desigualdades sociales que surgen con la propiedad privada, el derecho para protegerla, y la autoridad para que se cumpla ese derecho. Las leyes establecidas en toda sociedad son siempre las leyes que defienden al poderoso, al rico y a su poder frente a los no poseedores de propiedad, a los pobres. La propiedad privada y el derecho han creado un abismo entre dos "clases" jerárquicamente diferenciadas entre sí: la clase de los propietarios, de los poderosos y de los amos, frente a la clase de los no propietarios, pobres y esclavos. Esta situación no es superable, según Rousseau, pero puede ser mitigada a través de una sana vuelta a la naturaleza y una educación que fomente el individualismo y la independencia del hombre.Poco después (1758), François Quesnay publica el primer tratado fisiócrata, en el cual divide la sociedad en la "clase productora" (las basadas en las actividades agrícolas) y las clases no-productivas y explotativas (militares, académicos, funcionarios políticos y estatales, los nobles y privilegiados políticos, etc).
Este proceso culmina con Adam Smith, quien concluye -en 1776 - al presentar el resultado de sus investigaciones acerca: “De las causas del adelantamiento y perfección en las facultades productivas del trabajo; y del orden con que su producto se distribuye naturalmente entre las diferentes clases del Pueblo” que “Todo el producto anual de la tierra y del trabajo de una nación ... naturalmente se divide, como ya se ha observado, en tres partes; la renta de la tierra, los salarios del trabajo, y las ganancias del capital (stock en el original), y constituye un ingreso a tres órdenes diferentes de personas; los que viven de rentas, los que viven de salarios, y los que viven por la ganancia. Esas son los tres órdenes originarios, y principales partes componentes de toda sociedad civilizada, de cuyos ingresos esos de todos los otros órdenes últimamente se derivan”.
En esa época se consideraba obvio y natural que los "órdenes" o "clases" -generalmente conocidas como estados- y entendidas como “tipo” o “clases de propiedad” -aristocrática, eclesiástica-; la “nueva forma de propiedad que estaba apareciendo en las ciudades o Tercer Estado” y el resto del Pueblo llano sin o casi sin propiedad- tienen intereses que están en conflicto, opuestos por su diferente naturaleza.
Por ejemplo, James Madison escribía en 1780, como parte de su análisis de las facciones (sus opiniones, sus pasiones y sus intereses), que dentro del grupo de los poseedores libres de la nueva propiedad privada (cuya base en Estados Unidos estaba constituida por una mayoría agraria de clase media y que en ausencia de pasado feudal no convivía con ningún estamento), incluso la "protección de facultades diferentes y desiguales para adquirir propiedad, produce inmediatamente la existencia de diferencias en cuanto a la naturaleza y extensión de la misma; y la influencia de estas sobre los sentimientos y opiniones de los respectivos propietarios, determina la división de la sociedad en diferentes intereses y partidos."
Sin embargo -y a pesar del criticismo, a veces bastante explícito, de lo anterior- tal conflicto (o sus consecuencias) se veía generalmente como positivo, dando origen a la libertad responsable y estableciendo las bases de la supremacía del poder de los monarcas. Esa visión se puede trazar al dicho de Heráclito : “Los opuestos acuerdan, y de la discordia resulta la mejor armonía (esta sugerencia es conocida como "Doctrina de la armonía de los intereses").
Así, por ejemplo, Edmund Burke aduce (en 1790):
“En vuestros antiguos estados Uds. tenían esa variedad, toda esa combinación y toda esa oposición de intereses, teníais toda esa acción y reacción que, en el mundo natural y político, a partir de la lucha reciproca de poderes discordantes, extrae la armonía del universo. Esos intereses opuestos y conflictivos, que Uds. consideran una falta grave en vuestra Constitución pasada y la presente, interpone un saludable balance a toda resolución precipitada, transformando la deliberación en una materia no de gusto sino de necesidad, hace todo cambio un asunto de compromiso que naturalmente engendra moderación... A través de la diversidad de miembros e intereses la libertad general tiene tantas seguridades como hay diferentes versiones en los varios órdenes, mientras que manteniéndose bajo el control de un monarca, las partes mismas son prevenidas de desviarse y alejarse de sus posiciones correspondientes”.
Partiendo de lo anterior, Burke avanza a producir una justificación política práctica acerca de la necesidad de un poder real: Nadie -alega- puede ser juez en su propia causa. Por lo tanto, las clases tienen necesidad de un poder externo, superior, que pueda -si es que las clases no pueden llegar a acuerdo- adjudicar sin estar comprometida con parte. Ese poder es el rey. (Burke: op cit).

## Desarrollo pos-revolucionarios
La Revolución francesa marcó la irrupción a órganos del poder estatal no solo de esa nueva forma de propiedad, sino también la aparición de un nuevo actor político-social: aquellos que carecían de posesiones materiales, en la medida que empezaron a acumular poder a través de alianzas ya sea con un sector u otro de las clases posesoras. Empezó  a cambiar también la percepción general del resultado del conflicto. De la manera que se pueden establecer clases y categorías dentro de la nación, en esa misma medida habrá también, oposición de intereses y guerra interna, ya sea abierta o secreta, incluso si solo considera el aparato industrial.
Quizás el primer teórico liberal que no solo comprendió que la irrupción de las "clases desposeídas" tendría profundas repercusiones políticas sino que las examinó fríamente fue John Stuart Mill. Según este pensador  “La discusión que ahora se requiere es una que debe ir a los principios mismos. Las doctrinas fundamentales que una vez se asumieron como incontestables por las antiguas generaciones son de nuevo puestas a juicio. Hasta el presente la institución de la propiedad, en la manera que nos ha sido legada desde el pasado, no había sido, excepto por algunos escritores especulativos, seriamente cuestionada, porque los conflictos del pasado habían sido entre clases, ambas de las cuales tenían un interés en la constitución existente de la propiedad. No será posible continuar de esta manera. Cuando la discusión incluye clases que poseen casi nada y están solo interesadas en la institución en la medida que es de interés público, ellos no permitirán que nada sea asumido, ciertamente no el principio de propiedad privada, cuya legitimidad y utilidad es cuestionada por algunos de los pensadores que miran desde el punto de vista de las clases trabajadoras... Esas clases ciertamente demandaran que el sujeto sea examinado desde su fundación”.
Esto dio origen a varias posiciones en relación con el concepto.

Es importante resaltar como las concepciones, tanto anarquistas (Proudhon y Bakunin) como marxistas, de la lucha de clases están entrelazadas con el desarrollo filosófico de Hegel, y con ello al desarrollo del hegelianismo, y su noción de la dialéctica como forma de entender la realidad y la organización social. Así, ambas concepciones formulan que en toda sociedad organizada existen clases con intereses opuestos, creándose así unas contradicciones dentro de la misma sociedad, que solo pueden ser superadas mediante esta lucha de opuestos. Donde como resultado de esta lucha surgen elementos de superación de las anteriores contradicciones, en términos dialécticos se expresa como tesis-antítesis-síntesis. 
En la concepción marxista esto se expresa claramente con el materialismo histórico y el materialismo dialéctico, donde el desarrollo de la lucha de clases es llevado más allá de la lucha política y social, hasta alcanzar el papel central en la historia para ser su “motor”. Esto se explica en la manera en que para Marx la lucha de clases también es una lucha de los diferentes grupos sociales o clases sociales por impulsar una determinada forma de organización social y modelo productivo. Ya que en el momento en que el desarrollo de los medios de producción entra en contradicción con la forma de organización social vigente, surge la necesidad de generar una nueva forma de relaciones sociales y de organización social. Y esto se expresa cuando surge una nueva clase social dispuesta a efectuar este cambio social, que acaba triunfando sobre la antigua clase social dominante, hasta entonces vigente, impulsando un cambio social que cree nuevas formas de desarrollo productivo. Este cambio conlleva también el surgimiento de otras formas de relaciones sociales de producción, que sirven para esta explotación mejorada de los medios productivos. Por lo tanto estos cambios sociales originados por la lucha de clases, acaban transformando la organización social vigente y creando otra más acorde al nivel de desarrollo productivo alcanzado.

### Concepción conservadora
La lucha de clases da origen a los movimientos sociales, a través de los cuales las "clases bajas" buscan "ascender" socialmente.
La revolución francesa se originó en la “colonización del Estado” por uno de esos sectores sociales (la burguesía) En general, tal colonización dará origen primero a “estados dictatoriales” y, como reacción, a revoluciones que solo conducirán a otros “estados dictatoriales”. La única solución es la existencia de una “monarquía social” -muy cerca a la posición burkeana- que debe actuar en el interés común, introduciendo las reformas necesarias para evitar desorden y confrontación social. 

### Concepción anarquista
Los anarquistas fueron quizás quienes se mantuvieron más cercanos a la concepción original -la de Maquiavelo- acerca del problema. Desde este punto de vista, la lucha de clases es, en general, lo que determina las formas políticas de una sociedad y, desde un punto de vista “revolucionario”, la lucha del pueblo contra toda opresión en general y el Estado en particular. Proudhon, por su parte, sugiere "Habiendo sido desde un principio la guerra y la desigualdad de fortunas la condición de los pueblos, la sociedad se divide naturalmente en cierto número de clases: guerreros o nobles, sacerdotes, propietarios, mercaderes, navegantes, industriales, actores sociales que se apoderan o conquistan el poder a fin de dominar otros". Es alrededor de esas clases gobernantes -aquellas que detentan el poder- que se forman -y debido al “derecho de conquista”- los privilegios plutocráticos, gerontocráticos y burocráticos en general. Principal entre esos privilegios es el de la explotación económica. (ver, por ejemplo: Orígenes y función del dinero en Chartalismo). Parafraseando, se podría decir que ser oprimido es ser explotado, pero -y crucialmente- no se puede ser explotado si no se es oprimido.
Así pues, el anarquismo habla de "clases revolucionarias", incluyendo a los obreros, artesanos, los campesinos y lo que Marx llamaba Lumpemproletariado. Por otro lado también en otros textos se habla de dos clases: la mayoría conformada por los que producen y una minoría reaccionaria conformada por los que viven del trabajo de los productores y que además gobiernan. Esto ha dado origen a una rica gama de posiciones, que van desde las concepciones del anarquismo colectivista a las del anarcoindividualismo. Por ejemplo, los plataformistas, en especial Piotr Arshinov, hacen mucho hincapié en la lucha de clases. El actual especifismo de la FAU también hace un fuerte énfasis en lo que, desde el punto de vista de algunos anarquistas modernos, se concibe como "clasismo". Mientras un desarrollo paralelo ha llevado al antiestatismo del anarcocapitalismo
Se puede observar entonces que la “lucha de clases” anarquista se basa principalmente contra el poder político organizado, es decir, contra el Estado. Si se elimina este, se habrá eliminado el mecanismo que perpetua la opresión y explotación. Proudhon lo pone así: “ Todos los gobiernos de hecho, cualesquiera que sean sus motivos o reservas, están reducidos a la una o la otra de estas dos fórmulas: Subordinación de la autoridad a la libertad, o subordinación de la libertad a la autoridad.” (Proudhon, “Principio Federativo”)

### Concepción marxista

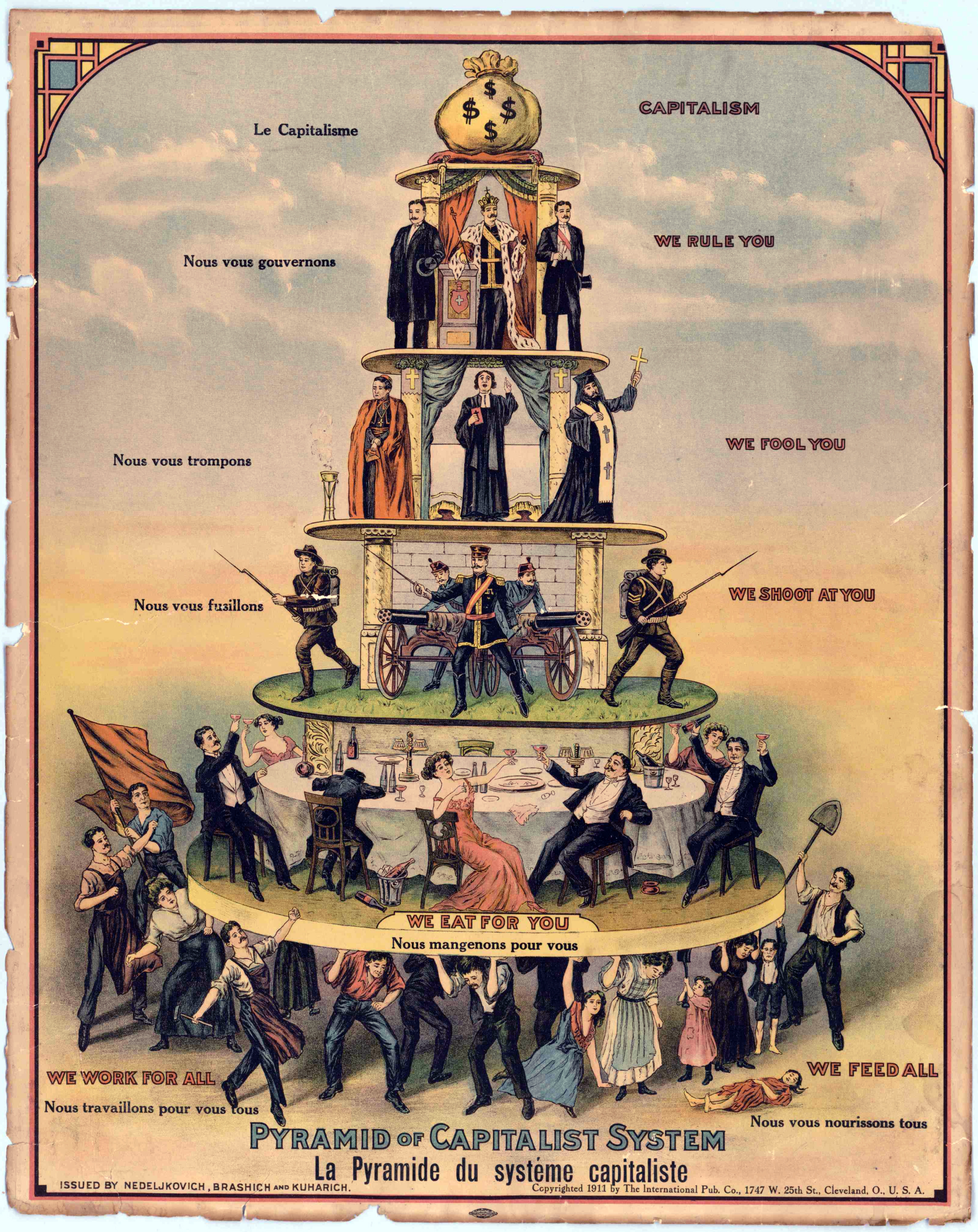
Pyramid of Capitalist System, póster del sindicato Industrial Workers of the World. Critica el capitalismo representándolo como una estructura jerárquica de clases sociales.

Karl Marx fue posiblemente quien se mantuvo más cerca de la concepción de la lucha entre las clases en la línea que va de Maquiavelo a Burke, pero para él ese conflicto no produce armonía o libertad sino cambio social o progreso: La historia (escrita) de todas las sociedades existentes hasta ahora es la historia de la lucha de clases. (esto es generalmente conocido como "la teoría de la lucha de clases como motor de la historia").
En otras palabras, el conflicto entre clases sociales ha sido la base sobre la que se produjeron los hechos que dan forma a las sociedades. Esta lucha se da principalmente entre las dos clases sociales antagónicas que -en su opinión- caracterizan cada modo de producción.
Sin embargo, esta lucha de clases se define no solo por las características inherentes a cada sector social (especialmente los antagonistas centrales) sino también a las relaciones que tales sectores tengan o establezcan entre sí: por ejemplo: las características del sistema político o de gobierno que exista en un momento histórico dado, las características de las clases dominantes y las dominadas, junto a las de otros sectores sociales, el tipo de desarrollo económico social, etc. Esta lucha ha acabado con una transformación revolucionaria de toda la sociedad o con la ruina de las clases en lucha.
Sigue que, de acuerdo a Marx, nuestra época no ha eliminado el antagonismo de las clases; lo ha vuelto más simple ya que la sociedad se va escindiendo cada vez más en dos grandes campos enemigos: la burguesía y el proletariado.
Según lo dicho por Marx, se determina que: la burguesía es la clase de los modernos capitalistas, son los propietarios de los medios de producción y los patrones de los asalariados; el proletariado es la clase moderna de los asalariados, no son propietarios de medios de producción, se ven obligados a vender su fuerza laboral para subsistir.
El fin último de la lucha de clases se producirá, según Marx, solo cuando las clases dejen de existir. Como el mismo escribió (carta a Joseph Weydemeyer, del 5 de marzo de 1852) :

...no me cabe el mérito de haber descubierto la existencia de las clases en la sociedad moderna ni la lucha entre ellas. Mucho antes que yo, algunos historiadores burgueses habían expuesto ya el desarrollo histórico de esta lucha de clases y algunos economistas burgueses la anatomía económica de estas. Lo que yo he aportado de nuevo ha sido demostrar: 1) que la existencia de las clases solo va unida a determinadas fases históricas de desarrollo de la producción; 2) que la lucha de clases conduce, necesariamente, a la dictadura del proletariado; 3) que esta misma dictadura no es de por sí más que el tránsito hacia la abolición de todas las clases y hacia una sociedad sin clases...

## Críticas a la lucha de clases
Estas críticas se pueden dividir en dos visiones generales: las que cuestionan la existencia misma de las clases sociales como tales - y consecuentemente, cualquier conflicto central a la sociedad entre ellas- y las que rechazan la función de la lucha de clases como factor determinante (motor) de la historia.
Así, por ejemplo, Ludwig von Mises cuestiona el concepto de clases, por lo menos en el sentido de la línea que va de Rosseau a Marx

Si se quiere aplicar el término “lucha” a los esfuerzos que hacen las personas que se enfrentan en el mercado, para asegurarse el mejor precio posible en ciertas condiciones, entonces la economía es un teatro de lucha permanente de todos contra todos, y no una lucha de clases.

Lo que ha podido agrupar a los trabajadores con fines de acción común, contra la clase burguesa, es la teoría de la oposición infranqueable de los intereses de clases. Lo que ha hecho una realidad de la lucha de clases es la conciencia de clases creada por la ideología marxista. Es la idea la que ha creado la clase y no la clase quien ha creado la idea.

Por otro lado, Karl Popper estima que conceptos tales como "lucha de clases" tienen una función interpretativa de la historia (ver "Historiografía como meta-historia" en historiografía). Como tal, son perfectamente "inobjetables". Pero es fácil caer en el error "historicista" cuando se utilizan como teorías o factores predictivos del desarrollo futuro de acontecimientos. [cita requerida] En otras palabras, Popper hace una diferencia entre elementos que nos permitan -en una manera más o menos similar a la que las teorías cumplen en la ciencia- interpretar acontecimientos desde algún punto de vista que nos interesa (ver  "El método científico como método para la eliminación de falacias y prejuicios" en método científico) y teorías científicas. Tales factores interpretativos tienen, en su opinión, una diferencia esencial con las teorías de la ciencia: no son falseables o refutables y, por lo tanto, no se puede decir que constituyen una explicación científica de la historia (en el sentido de mostrar o descubrir las leyes naturales que determinan el funcionamiento del desarrollo humano o social) sino más bien serían un focus histórico o narrativa desde un punto de vista determinado.